# Fernmeldeturm Bödefeld
Der Fernmeldeturm Bödefeld, auch Fernmeldeturm Hochsauerland/Schmallenberg, Fernmeldeturm Hunau oder Hunau-Turm genannt, ist ein 173 m hoher Fernmeldeturm der Deutschen Funkturm auf der im Rothaargebirge gelegenen Hunau im nordrhein-westfälischen Hochsauerlandkreis.
Der Turm steht im Stadtgebiet von Schmallenberg in der Gemarkung Oberkirchen wenige Meter südöstlich der Grenze zur Gemarkung Gellinghausen – etwa 1,3 km südwestlich des Hunaugipfels (818,5 m ü. NHN). Er wurde auf 793,3 m Höhe errichtet; seine Spitze ist mit 966,3 m der höchste – künstlich geschaffene – Punkt des Bundeslandes NRW. Es handelt sich um einen in Stahlbetonbauweise ausgeführten Typenturm (FMT 3), der nach 20-monatiger Bauzeit am 18. Mai 1968 in Betrieb ging. Direkt neben dem Gelände des Turms liegt östlich das Naturschutzgebiet Hunau - Langer Rücken - Heidberg.

## Ansichten

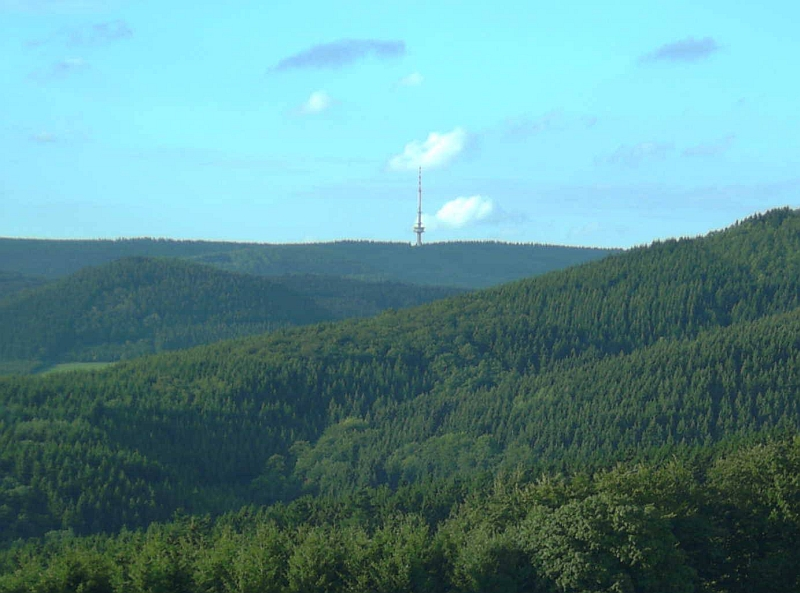
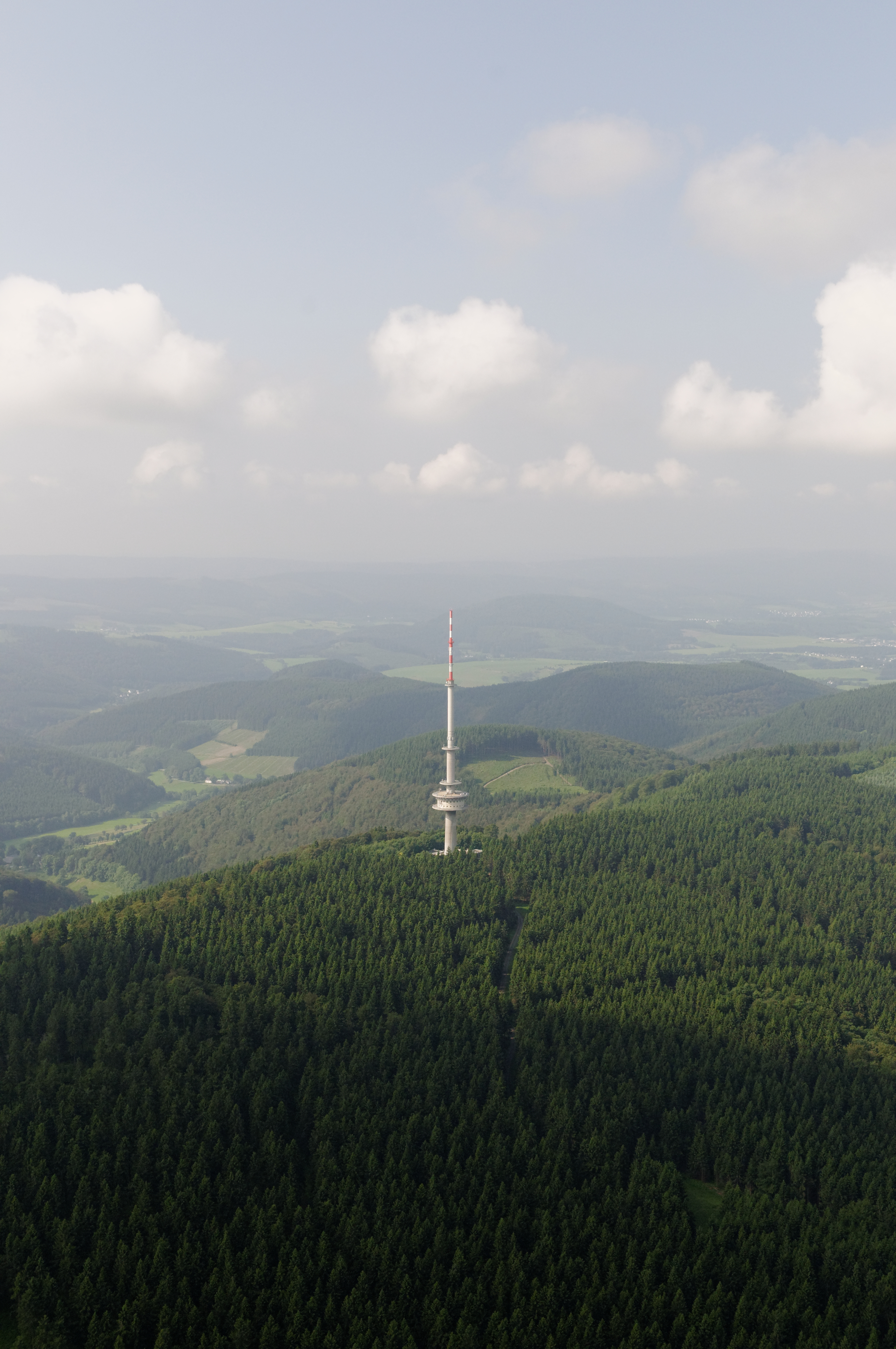
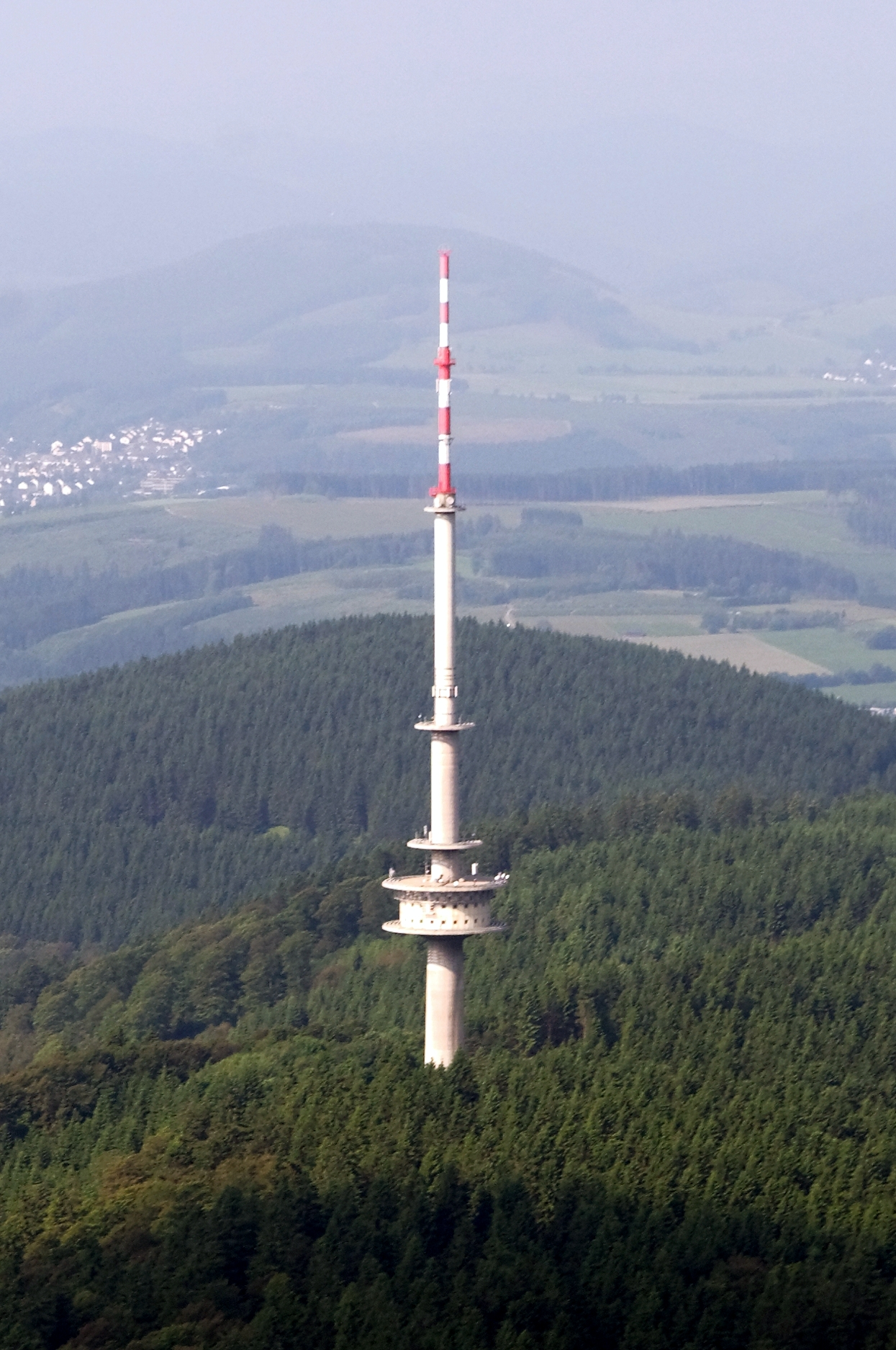
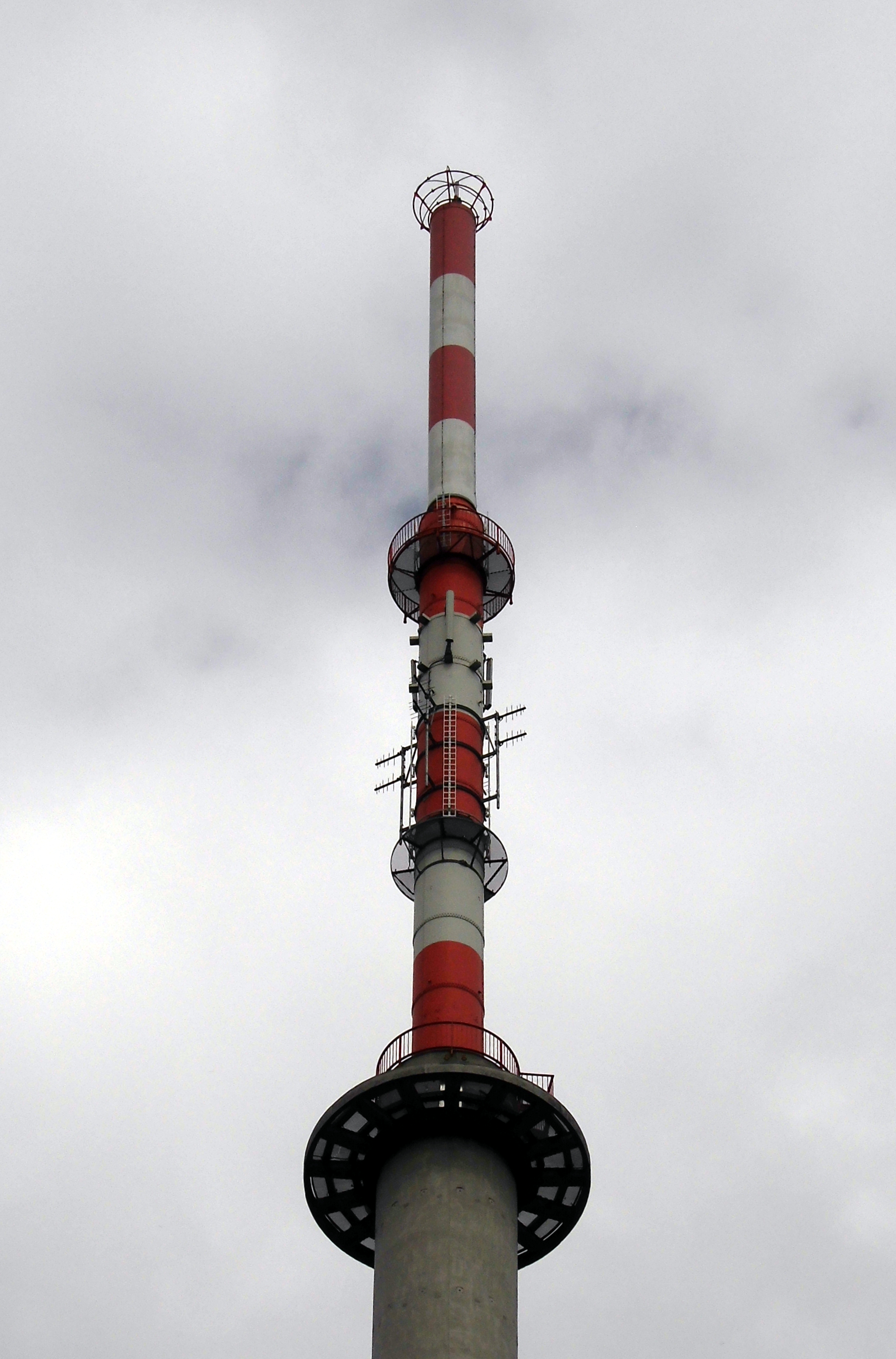
Detailaufnahme der Turmspitze vom Fernmeldeturm Bödefeld

## Frequenzen und Programme

### Digitales Fernsehen (DVB-T / DVB-T2)
In Südwestfalen erfolgte die Umstellung auf den DVB-T2-Standard mit HEVC Bildcodierung am 5. Dezember 2018. Optional lassen sich zusätzliche im WDR-Angebot und bei Freenet TV connect als Verknüpfung enthaltene Programme über eine Internetverbindung wiedergeben, falls das Empfangsgerät HbbTV (ab Version 1.5) unterstützt (WDR via IP: ARD-alpha HD, BR FS Süd HD, hr-fernsehen HD, rbb Berlin HD und SR Fernsehen HD). Das kostenpflichtige private Programmangebot von Freenet TV wird vom Fernmeldeturm Habichtswald terrestrisch verbreitet.
Folgende DVB-T2-Bouquets werden übertragen:
| Kanal | Frequenz (MHz) | Multiplex                                   | Programme im Multiplex | ERP (kW) | Antennen- diagramm rund (ND)/ gerichtet (D) | Polarisation horizontal (H)/ vertikal (V) | SFN mit                                              |
| ----- | -------------- | ------------------------------------------- | --- | -------- | ------------------------------------------- | ----------------------------------------- | ---------------------------------------------------- |
| 21    | 474            | WDR Mux 2                                   | - phoenix HD - tagesschau24 HD - mdr Fernsehen (Sachsen-Anhalt) HD - NDR Fernsehen HD (Niedersachsen) - SWR Fernsehen Rheinland-Pfalz HD | 40       | ND                                          | H                                         | Hochsauerland (Hunau), Nordhelle, Siegen (Giersberg) |
| 30    | 546            | Gemischter Multiplex von ZDF und freenet TV | - ZDF HD - 3sat HD - KiKa HD - ZDFneo HD - ZDFinfo HD - freenet TV connect (HbbTV-Dienst mit mehreren Streams, HbbTV v1.5 erforderlich)  | 50       | ND                                          | H                                         | Hochsauerland (Hunau), Nordhelle, Siegen (Giersberg) |
| 44    | 658            | WDR Mux 1 (BI / SI) Anm.                    | - Das Erste HD - WDR Fernsehen (Bielefeld) HD - WDR Fernsehen (Siegen) HD - arte HD - one HD                                             | 40       | ND                                          | H                                         | Hochsauerland (Hunau), Nordhelle, Siegen (Giersberg) |

 Sendeparameter 
| Verwendet von (HD-Programme pro Mux) | Modulations- verfahren | Coderate | FFT-Modus    | Guard- intervall | Pilottöne       | Datenrate [Mbit/s] |
| ------------------------------------ | ---------------------- | -------- | ------------ | ---------------- | --------------- | ------------------ |
| ZDF (5)                              | 64-QAM                 | 3/5      | 16k extended | 19/128           | Pilot Pattern 2 | 22,0               |
| WDR Mux I (5)                        | 64-QAM                 | 1/2      | 16k extended | 19/256           | Pilot Pattern 2 | 19,5               |
| WDR Mux II (5)                       | 64-QAM                 | 1/2      | 16k extended | 19/128           | Pilot Pattern 2 | 18,2               |

### Analoges Fernsehen
Bis zur Umstellung auf DVB-T am 13. November 2007 wurden folgende Programme in analogem PAL gesendet:
| Kanal | Frequenz (MHz) | Programm                     | ERP (kW) | Antennendiagramm rund (ND)/ gerichtet (D) | Polarisation horizontal (H)/ vertikal (V) |
| ----- | -------------- | ---------------------------- | -------- | ----------------------------------------- | ----------------------------------------- |
| 27    | 519,25         | ZDF                          | 250      | ND                                        | H                                         |
| 40    | 623,25         | WDR Fernsehen (Südwestfalen) | 250      | ND                                        | H                                         |

### Digitales Radio (DAB / DAB+)
Seit dem 8. Dezember 2016 wird der bundesweite Multiplex vom Fernmeldeturm Bödefeld ausgestrahlt, um die terrestrische Digitalradioversorgung im Ostteil des Sauerlands zu verbessern. Ergänzend ist am 2. Oktober 2019 das Programmangebot des Westdeutschen Rundfunks und am 29. Oktober 2021 das landesweite Angebot von audio.digital NRW hinzugekommen.
| Block                        | Programme (Datendienste) | ERP (kW) | Antennen- diagramm rund (ND)/ gerichtet (D) | Gleichwellennetz (SFN) |
| ---------------------------- | --- | -------- | ------------------------------------------- | --- |
| 5C DR Deutschland (D__00188) | DAB+ Block der Media Broadcast: - Absolut relax (72 kbps) - Dlf (104 kbps) - Dlf Kultur (112 kbps) - Dlf Nova (104 kbps) - DRadio DokDeb (48 kbps) - Energy Digital (72 kbps) - ERF Plus (64 kbps) - Klassik Radio (72 kbps) - Radio Bob (72 kbps) - Radio Horeb (48 kbps) - Radio Schlagerparadies (64 kbps) - Schwarzwaldradio (64 kbps) - sunshine live (72 kbps) - DRadio Daten (32 kbps Daten) - EPG Deutschland (16 kbps Daten) - TPEG (16 kbps Daten) - TPEG_MM (16 kbps Daten) | 2        | ND                                          | - Baden-Württemberg: Aalen, Baden-Baden (Fremersberg), Bad Mergentheim, Blauen, Brandenkopf, Donaueschingen, Feldberg im Schwarzwald, Freiburg (Vogtsburg-Totenkopf), Geislingen (Oberböhringen), Großerlach (Hohe Brach), Heidelberg (Königstuhl), Heilbronn (Schweinsberg), Hochrhein (Rickenbach), Hornisgrinde, Pforzheim (Schömberg-Langenbrand), Raichberg, Ravensburg (Höchsten), Reutlingen, Stuttgart (Frauenkopf), Ulm (Kuhberg) - Bayern: Amberg (Hirschau), Aschaffenburg (Pfaffenberg), Augsburg (Hotelturm), Bad Tölz (Gaißach), Bamberg (Geisberg), Büttelberg, Brotjacklriegel, Dillberg, Grünten, Herzogstand, Hochberg (Traunstein), Hoher Bogen, Inntal (Ebbs), Ingolstadt (Gelbelsee), Kreuzberg/Rhön, Landshut (Altdorf), München (Olympiaturm), Nennslingen (Büchelberg), Nürnberg, Oberammergau, Ochsenkopf, Passau, Pfänder, Pfaffenhofen, Pfarrkirchen, Pfronten, Regensburg (Hohe Linie), Unterringingen, Untersberg, Wendelstein (Bayrischzell), Würzburg (Frankenwarte) - Berlin: Berlin (Alexanderplatz), Berlin (Scholzplatz) - Brandenburg: Bad Belzig, Booßen, Brandenburg/Havel, Calau, Casekow, Cottbus, Eisenhüttenstadt, Petkus, Pritzwalk, Templin - Bremen: Bremen (Walle), Bremerhaven-Schiffdorf - Hamburg: Hamburg (Moorfleet), Hamburg (Heinrich-Hertz-Turm) - Hessen: Bad Hersfeld (Rimberg), Biedenkopf (Sackpfeife), Fulda (Hummelskopf), Frankfurt (Europaturm), Gelnhausen (Schnepfenkopf), Gießen (Dünsberg), Großer Feldberg, Hardberg, Hohe Wurzel, Hoher Meißner, Kassel (Habichtswald), Mainz-Kastel - Mecklenburg-Vorpommern: Garz (Rügen), Güstrow, Malchin, Neubrandenburg-Süd, Rostock (Toitenwinkel), Röbel, Schwerin (Zippendorf-Gr.Dreesch), Torgelow, Wismar/Rüggow, Züssow - Niedersachsen: Aurich-Popens, Braunschweig (Broitzem), Braunschweig (Drachenberg), Cuxhaven-Stadt, Dannenberg, Göttingen (Bovenden-Osterberg), Hannover (Telemax), Lingen, Lüneburg-Neu Wendhausen, Molbergen-Peheim, Osnabrück (Bramsche-Schleptruper Egge), Hildesheim (Sibbesse), Steinkimmen, Uelzen, Visselhövede, Wilhelmshaven - Nordrhein-Westfalen: Aachen (Karlshöhe), Bielefeld (Hünenburg), Bonn (Venusberg), Dortmund (Florianturm), Düsseldorf (Rheinturm), Eggegebirge, Herscheid, Hochsauerland (Hunau), Hürtgenwald-Großhau, Köln (Colonius), Langenberg, Lügde-Rischenau (Köterberg), Minden (Jakobsberg), Münster (Fernmeldeturm), Schöppingen, Siegen-Süd, Wesel - Rheinland-Pfalz: Bad Kreuznach (Schanzenkopf), Bad Marienberg (Westerwald), Bornberg, Daun (Eifel), Edenkoben (Kalmit), Heckenbach-Schöneberg (Ahrweiler), Idar-Oberstein, Kaiserslautern, Kettrichhof, Koblenz (Kühkopf), Trier (Petrisberg) - Saarland: Merzig-Merchingen, Saarbrücken (Schoksberg) - Sachsen: Chemnitz, Dresden, Geyer, Leipzig, Löbau, Neustadt, Oschatz, Schöneck, Zwickau Ost - Sachsen-Anhalt: Brocken, Burg, Dequede, Petersberg, Pettstädt (Weißenfels), Schneidlingen, Wittenberg - Schleswig-Holstein: Bungsberg, Flensburg, Heide, Helgoland, Hennstedt, Kiel (Kronshagen), Lübeck (Stockelsdorf), Schleswig, Niebüll (Süderlügum), Westerland (Sylt) - Thüringen: Bleßberg (Sonneberg), Erfurt-Hochheim, Gera, Inselsberg, Jena (Oßmaritz), Kulpenberg, Saalfeld (Remda), Lobenstein (Sieglitzberg), Weimar (Ettersberg) |
| 11D Radio für NRW (D__00236) | - 1 Live (88 kbps) - 1 Live diggi (88 kbps) - WDR 2 Rhein-Ruhr (RR) (88 kbps) - WDR 2 Ostwestfalen-Lippe (OW) (88 kbps) - WDR 2 Südwestfalen (SW) (88 kbps) - WDR 3 (120 kbps) - WDR 4 Rhein-Ruhr (RR) (88 kbps) - WDR 4 Ostwestfalen-Lippe (OW) (88 kbps) - WDR 4 Südwestfalen (SW) (88 kbps) - WDR 5 (88 kbps) - WDRcosmo (80 kbps) - WDR Maus (80 kbps) - WDR Event (56 kbps) - WDR EPG (8 kbps) - ARD TPEG (16 kbps)                                                               | 1        | ND                                          | - Region Aachen: Aachen (Stolberg-Donnerberg), Eifel (Dahlem-Bärbelkreuz) - Bergisches Land: Engelskirchen (Hohe Warte), Gummersbach (Kerberg), Remscheid (Hohenhagen), Wuppertal (Auf der Königshöhe) - Rheinland: Bonn (Venusberg), Köln (Kölnturm) - Rhein-Ruhr: Düsseldorf (Rheinturm), Gelsenkirchen-Scholven, Kleve (Bresserberg), Langenberg (Hordtberg), Viersen (Süchtelner Höhen) - Ruhrgebiet: Dortmund (Florianturm) - Münsterland: Ibbenbüren (Blomenkamp), Münster (Nottuln-Baumberge), Oelde (Mackenberg), Schöppingen - Ostwestfalen-Lippe: Bad Oeynhausen (P.Westf.-Wittekindsberg), Bielefeld (Hünenburg), Herford (Eggeberg), Höxter (Holzminden), Stemwede (Arrenkamp), Teutoburger Wald (Bielstein), Warburg, Willebadessen (Eggegebirge) - Südwestfalen: Arnsberg (Schlossberg), Biedenkopf (Sackpfeife), Ederkopf (Oberste Henn), Hallenberg (Bollerberg), Hochsauerland (Hunau), Lennestadt (Kuhhelle), Meschede, Nordhelle, Olsberg, Siegen (Giersberg) |
| 9D Mein NRW DAB+ (D__00517)  | DAB-Block von audio.digital NRW: - 80er Radio Harmony (72 kbps) - Antenne NRW (72 kbps) - bigFM (NRW) (72 kbps) - Energy NRW (72 kbps) - Kulthitradio (72 kbps) - Noxx (72 kbps) - NRW1 (72 kbps) - Oldie Antenne (72 kbps) - Radio 21 NRW (72 kbps) - Radio Bollerwagen (72 kbps) - Radio Holiday (72 kbps) - Radio Paloma (NRW) (72 kbps) - Radio Paradiso (72 kbps) - Star FM (72 kbps) - Radio Teddy NRW (72 kbps) - Schlager Radio (NRW) (72 kbps)                                | 4        | ND                                          | - Region Aachen: Aachen (Karlshöhe) - Bergisches Land: Wuppertal (Küllenhahn) - Rheinland: Bonn (Venusberg), Köln (Colonius) - Rhein-Ruhr: Düsseldorf (Rheinturm), Essen, Wesel - Ruhrgebiet: Dortmund (Florianturm) - Münsterland: Münster (Fernmeldeturm), Schöppingen - Ostwestfalen-Lippe: Bielefeld (Hünenburg), Eggegebirge, Lügde-Rischenau (Köterberg), Minden (Jakobsberg) - Südwestfalen: Herscheid, Hochsauerland (Hunau), Siegen-Süd |